# Carbia (Villa de Cruces)
Carbia (oficialmente San Xoán de Carbia) es una parroquia española del municipio de Villa de Cruces, perteneciente a la provincia de Pontevedra, en la comunidad autónoma de Galicia.

## Historia
Hacia mediados del siglo XIX, el lugar, ya por entonces perteneciente a Carbia, tenía contabilizada una población de 450 habitantes. Aparece descrito en el quinto volumen del Diccionario geográfico-estadístico-histórico de España y sus posesiones de Ultramar de Pascual Madoz con las siguientes palabras:

CARBIA (San Juan de): felig. cap. del ayunt. de su nombre, en la prov. de Pontevedra (9 leg.), part. jud. de Lalin (3), dióc. de Santiago (4): sit. en terreno desigual entre los r. Ulla y Deza, con libre ventilacion y clima sano. Comprenden con el de su nombre los l. de Abealla, Abollo, Casal, Cobas, Pastoriza, Pena, Pousadouro y Sarrape, que reunen mas de 90 casas inclusa la de ayunt., cárcel y escuela de primeras letras. La igl. parr. dedicada á San Juan tiene por aneja la de San Felix de Besejos y se halla servida por un cura de provision ordinaria. Confina el térm. al NO. con la felig. de Piloño, y al SO. con la de Merza. El terreno participa de monte y llano y es bastante fértil: abunda en robles, hayas, pinos, castaños, alcornoques y otros árboles, con muchas yerbas de pasto. Los caminos son de pueblo á pueblo y en mediano estado. El correo se recibe de Chapa. prod.: trigo, maiz, legumbres, hortaliza, vino y frutas; se cria ganado lanar y cabrio, con el vacuno preciso para las labores. pobl.: 95 vec., 450 alm. contr.: con las demas felig. del ayunt. (V.)
(Madoz, 1846, p. 540)

Manuel Iglesias, creador en 1907 del primer automóvil en Argentina, nació en este lugar.
En 2022, tenía empadronados 313 habitantes.